# Fiona Bourke
Fiona Bourke (Dannevirke, 16 de octubre de 1988) es una deportista neozelandesa que compitió en remo.
Ganó tres medallas en el Campeonato Mundial de Remo entre los años 2011 y 2014. Participó en los Juegos Olímpicos de Londres 2012, ocupando el séptimo lugar en la prueba de cuatro scull.

## Palmarés internacional
| Campeonato Mundial | Campeonato Mundial       | Campeonato Mundial | Campeonato Mundial |
| Año                | Lugar                    | Medalla            | Prueba             |
| ------------------ | ------------------------ | ------------------ | ------------------ |
| 2011               | Bled (Eslovenia)         | Medalla de bronce  | Cuatro scull       |
| 2013               | Chungju (Corea del Sur)  | Medalla de plata   | Doble scull        |
| 2014               | Ámsterdam (Países Bajos) | Medalla de oro     | Doble scull        |